# Univok
Univoke oder auch monoseme Ausdrücke sind eindeutige sprachliche Ausdrücke, die mit gleichem Bedeutungssinn verwendet werden.
Beispielsweise wird „… ist ein Möbelstück“ von Stühlen und Tischen in genau demselben Sinne ausgesagt, während „… ist eine Bank“ von Geldinstituten und Sitzgelegenheiten in ganz anderem Sinne ausgesagt wird. Letzteres ist eine so genannte äquivoke Ausdrucksweise. Eine Besonderheit liegt vor, wenn zum Beispiel „… ist gesund“ von einem Menschen oder von einem Lebensmittel ausgesagt wird. Eine solche Redeweise wird oft als analog bezeichnet.
Spätestens seit Aristoteles wird darüber diskutiert, ob verschiedene Kategorien und insbesondere „Sein“ univok, äquivok oder analog von unterschiedlichen Gegenstandstypen ausgesagt wird. Erklärungsbedürftig erschien vielen Philosophen und Theologen, wie sich die Rede von begrenzten Gegenständen zur Rede von einem ersten Grund beziehungsweise dem Göttlichen zueinander verhält. Während viele Theoretiker des 12. und 13. Jahrhunderts für Analogie plädierten, erschien es u. a. Duns Scotus notwendig, dass in einem grundlegenden Sinne „Sein“ als univok analysiert werden müsse, um jeweils eine Einheit von Ontologie und Epistemologie zu wahren. (Vgl. zu diesen Debatten ausführlicher die Darstellung in Analogie (Philosophie) sowie die dort genannte Literatur.)